# Ilha da Convivência
Ilha da Convivência é uma ilha fluvial, situada no Rio Paraíba do Sul, pertencente ao Município de São Francisco de Itabapoana, no Norte Fluminense do estado do Rio de Janeiro, Brasil. Atualmente a ilha tem sofrido com a ação do mar, que destruiu parte de seu território. De acordo com historiadores a ilha já perdeu mais da metade de seu território. A Ilha da Convivência e outras ilhas da foz do Paraíba do Sul, foram tombadas pelo Instituto Estadual do Patrimônio Cultural - INEPAC por sua importância cultural para a cidade de São Francisco de Itabapoana.

## História
A Ilha da Convivência foi colonizada por muxuangos, o que provavelmente foi ocasionado por descendentes de náufragos germânicos do século XIX. Estes são caracterizados por pele clara e cabelos louros que adotaram a antiga prática do casamento por rapto.